# A-League 2008/09
De A-League 2008/09 was het vierde seizoen van de A-League, een Australische voetbalcompetitie.
Aan de competitie namen zeven Australische teams en één Nieuw-Zeelands team deel. De reguliere competitie over 21 wedstrijden werd gespeeld van 15 augustus tot en met 25 januari. Daarna volgde de eindfase, die middels het knock-outsysteem plaatsvond, tussen de top vier in de competitiestand in februari.

## Pre-Season Cup
De Pre-Season Cup werd gehouden in juli en augustus voorafgaand aan de reguliere competitie. Voor dit toernooi werden de acht clubs verdeeld over twee groepen en in iedere groep speelde iedere club één keer tegen de andere drie clubs. Na de groepsfase volgde de finale. Om de A-League ook in andere delen van Australië te promoten werden de wedstrijden gespeeld in steden zonder club in de A-League. Het toernooi werd gewonnen door Melbourne Victory door in de finale Wellington Phoenix te verslaan (0-0, na strafschoppen 8-7).

## Reguliere competitie

#### Speeldag 1
|                               |                           |       |                        |                                                                             |
| 15 augustus 2008 20:00 UTC+10 | Newcastle United Jets     | 1 – 1 | Central Coast Mariners | EnergyAustralia Stadium Toeschouwers: 16.079 Scheidsrechter: Matthew Breeze |
| 15 augustus 2008 20:00 UTC+10 | J. Griffiths 90+1' (pen.) |       | Simon 87'              | EnergyAustralia Stadium Toeschouwers: 16.079 Scheidsrechter: Matthew Breeze |

|                               |           |       |                   |                                                                          |
| 16 augustus 2008 19:00 UTC+10 | Sydney FC | 0 – 0 | Melbourne Victory | Sydney Football Stadium Toeschouwers: 16.227 Scheidsrechter: Mark Shield |
| 16 augustus 2008 19:00 UTC+10 |           |       |                   | Sydney Football Stadium Toeschouwers: 16.227 Scheidsrechter: Mark Shield |

|                               |                    |       |                 |                                                                   |
| 17 augustus 2008 17:00 UTC+12 | Wellington Phoenix | 1 – 1 | Queensland Roar | Westpac Stadium Toeschouwers: 10.516 Scheidsrechter: Ben Williams |
| 17 augustus 2008 17:00 UTC+12 | Smeltz 51'         |       | Miller 46'      | Westpac Stadium Toeschouwers: 10.516 Scheidsrechter: Ben Williams |

|                                 |                 |       |             |                                                                    |
| 17 augustus 2008 16:30 UTC+9:30 | Adelaide United | 1 – 0 | Perth Glory | Hindmarsh Stadium Toeschouwers: 10.510 Scheidsrechter: Peter Green |
| 17 augustus 2008 16:30 UTC+9:30 | T. Dodd 41'     |       |             | Hindmarsh Stadium Toeschouwers: 10.510 Scheidsrechter: Peter Green |

#### Speeldag 2
|                              |                                            |       |                                                     |                                                                         |
| 22 augustus 2008 19:00 UTC+8 | Perth Glory                                | 3 – 3 | Newcastle United Jets                               | Members Equity Stadium Toeschouwers: 8.876 Scheidsrechter: Craig Zetter |
| 22 augustus 2008 19:00 UTC+8 | Trinidad 35' (Pen) Dadi 58' Rukavytsya 81' |       | J. Griffiths 20' (Pen) Coyne 49' (e.d.) North 90+5' | Members Equity Stadium Toeschouwers: 8.876 Scheidsrechter: Craig Zetter |

|                               |                          |       |                         |                                                                      |
| 23 augustus 2008 19:00 UTC+10 | Central Coast Mariners   | 2 – 3 | Sydney FC               | Bluetongue Stadium Toeschouwers: 10.932 Scheidsrechter: Ben Williams |
| 23 augustus 2008 19:00 UTC+10 | Petrovski 13' (Pen), 67' |       | Corica 6', 14' Cole 81' | Bluetongue Stadium Toeschouwers: 10.932 Scheidsrechter: Ben Williams |

|                               |                       |       |                                                   |                                                                      |
| 24 augustus 2008 17:00 UTC+12 | Wellington Phoenix    | 2 – 4 | Melbourne Victory                                 | Westpac Stadium Toeschouwers: 6.110 Scheidsrechter: Strebre Delovski |
| 24 augustus 2008 17:00 UTC+12 | Smeltz 29', 65' (Pen) |       | Allsopp 16', 35' Ney Fabiano 47' Muscat 68' (Pen) | Westpac Stadium Toeschouwers: 6.110 Scheidsrechter: Strebre Delovski |

|                               |                 |       |                  |                                                                  |
| 24 augustus 2008 17:00 UTC+10 | Queensland Roar | 1 – 1 | Adelaide United  | Suncorp Stadium Toeschouwers: 12.761 Scheidsrechter: Mark Shield |
| 24 augustus 2008 17:00 UTC+10 | Miller 47'      |       | T. Dodd 8' (Pen) | Suncorp Stadium Toeschouwers: 12.761 Scheidsrechter: Mark Shield |

#### Speeldag 3
|                               |                                                             |       |                       |                                                               |
| 29 augustus 2008 18:00 UTC+10 | Melbourne Victory                                           | 5 – 0 | Newcastle United Jets | Telstra Dome Toeschouwers: 22.589 Scheidsrechter: Mark Shield |
| 29 augustus 2008 18:00 UTC+10 | Hernández 41' A. Thompson 45+2' Allsopp 61' 64' Brebner 90' |       |                       | Telstra Dome Toeschouwers: 22.589 Scheidsrechter: Mark Shield |

|                                 |                                |       |                    |                                                                      |
| 30 augustus 2008 18:30 UTC+9:30 | Adelaide United                | 3 – 0 | Wellington Phoenix | Hindmarsh Stadium Toeschouwers: 7.832 Scheidsrechter: Matthew Breeze |
| 30 augustus 2008 18:30 UTC+9:30 | Pantelis 15' Cristiano 49' 60' |       |                    | Hindmarsh Stadium Toeschouwers: 7.832 Scheidsrechter: Matthew Breeze |

|                               |                                                                          |       |                    |                                                                          |
| 31 augustus 2008 15:00 UTC+10 | Sydney FC                                                                | 5 – 2 | Perth Glory        | Sydney Football Stadium Toeschouwers: 11.734 Scheidsrechter: Peter Green |
| 31 augustus 2008 15:00 UTC+10 | Brosque 3' Corica 21' (pen) Bridge 39' Cole 43' Topor-Stanley 88' (e.d.) |       | Dadi 12' 67' (pen) | Sydney Football Stadium Toeschouwers: 11.734 Scheidsrechter: Peter Green |

|                               |                               |       |                                           |                                                                    |
| 31 augustus 2008 17:00 UTC+10 | Queensland Roar               | 2 – 4 | Central Coast Mariners                    | Suncorp Stadium Toeschouwers: 12.185 Scheidsrechter: Peter O’Leary |
| 31 augustus 2008 17:00 UTC+10 | Miller 69' van Dijk 73' (pen) |       | Simon 31' Jedinak 48' Macallister 64' 71' | Suncorp Stadium Toeschouwers: 12.185 Scheidsrechter: Peter O’Leary |

#### Speeldag 4
|                                |                   |       |                 |                                                                  |
| 12 september 2008 18:00 UTC+10 | Melbourne Victory | 1 – 0 | Adelaide United | Telstra Dome Toeschouwers: 24.812 Scheidsrechter: Matthew Breeze |
| 12 september 2008 18:00 UTC+10 | Muscat 64'        |       |                 | Telstra Dome Toeschouwers: 24.812 Scheidsrechter: Matthew Breeze |

|                                |                       |       |           |                                                                            |
| 13 september 2008 19:00 UTC+10 | Newcastle United Jets | 0 – 0 | Sydney FC | EnergyAustralia Stadium Toeschouwers: 11.535 Scheidsrechter: Peter O’Leary |
| 13 september 2008 19:00 UTC+10 | Report                |       |           | EnergyAustralia Stadium Toeschouwers: 11.535 Scheidsrechter: Peter O’Leary |

|                               |             |                                  |                 |                                                                         |
| 14 september 2008 15:00 UTC+8 | Perth Glory | 0 – 3                            | Queensland Roar | Members Equity Stadium Toeschouwers: 8.203 Scheidsrechter: Ben Williams |
| 14 september 2008 15:00 UTC+8 |             | Moore 14' McKay 23' MIller 45+2' |                 | Members Equity Stadium Toeschouwers: 8.203 Scheidsrechter: Ben Williams |

|                                |                    |       |                        |                                                  |
| 14 september 2008 17:00 UTC+12 | Wellington Phoenix | 0 – 0 | Central Coast Mariners | Westpac Stadium Scheidsrechter: Strebre Delovski |
| 14 september 2008 17:00 UTC+12 | Report             |       |                        | Westpac Stadium Scheidsrechter: Strebre Delovski |

#### Speeldag 5
|                                |                 |                  |                       |                                                                   |
| 19 september 2008 20:00 UTC+10 | Queensland Roar | 0 – 1            | Newcastle United Jets | Suncorp Stadium Toeschouwers: 12.103 Scheidsrechter: Craig Zetter |
| 19 september 2008 20:00 UTC+10 |                 | J. Griffiths 83' |                       | Suncorp Stadium Toeschouwers: 12.103 Scheidsrechter: Craig Zetter |

|                                |                                     |       |                 |                                                                           |
| 20 september 2008 17:00 UTC+10 | Sydney FC                           | 3 – 0 | Adelaide United | Sydney Football Stadium Toeschouwers: 12.462 Scheidsrechter: Ben Williams |
| 20 september 2008 17:00 UTC+10 | McFlynn 2' Brosque 34' Santalab 79' |       |                 | Sydney Football Stadium Toeschouwers: 12.462 Scheidsrechter: Ben Williams |

|                                |                        |       |                       |                                                                    |
| 20 september 2008 19:00 UTC+10 | Central Coast Mariners | 2 – 2 | Melbourne Victory     | Bluetongue Stadium Toeschouwers: 9.009 Scheidsrechter: Peter Green |
| 20 september 2008 19:00 UTC+10 | Simon 12' 84'          |       | A. Thompson 16' 90+4' | Bluetongue Stadium Toeschouwers: 9.009 Scheidsrechter: Peter Green |

|                               |                 |       |                    |                                                                             |
| 21 september 2008 15:00 UTC+8 | Perth Glory     | 1 – 0 | Wellington Phoenix | Members Equity Stadium Toeschouwers: 4.433 Scheidsrechter: Strebre Delovski |
| 21 september 2008 15:00 UTC+8 | Dadi 79' ( pen) |       |                    | Members Equity Stadium Toeschouwers: 4.433 Scheidsrechter: Strebre Delovski |

#### Speeldag 6
|                                |                                                |       |                |                                                                    |
| 26 september 2008 20:00 UTC+10 | Central Coast Mariners                         | 4 – 1 | Perth Glory    | Bluetongue Stadium Toeschouwers: 8.016 Scheidsrechter: Mark Shield |
| 26 september 2008 20:00 UTC+10 | Petrovski 9' Jedinak 29' Caceras 45' Osman 64' |       | Rukavytsya 63' | Bluetongue Stadium Toeschouwers: 8.016 Scheidsrechter: Mark Shield |

|                                  |                   |       |                       |                                                                        |
| 27 september 2008 18:30 UTC+9:30 | Adelaide United   | 2 – 0 | Newcastle United Jets | Hindmarsh Stadium Toeschouwers: 8.111 Scheidsrechter: Strebre Delovski |
| 27 september 2008 18:30 UTC+9:30 | Cristiano 72' 89' |       |                       | Hindmarsh Stadium Toeschouwers: 8.111 Scheidsrechter: Strebre Delovski |

|                                |                      |       |             |                                                                 |
| 28 september 2008 17:00 UTC+12 | Wellington Phoenix   | 2 – 1 | Sydney FC   | Westpac Stadium Toeschouwers: 6.729 Scheidsrechter: Chris Beath |
| 28 september 2008 17:00 UTC+12 | Smeltz 42' Brown 76' |       | Brosque 20' | Westpac Stadium Toeschouwers: 6.729 Scheidsrechter: Chris Beath |

|                                |                   |                           |                 |                                                                |
| 28 september 2008 17:00 UTC+10 | Melbourne Victory | 0 – 2                     | Queensland Roar | Telstra Dome Toeschouwers: 22.226 Scheidsrechter: Ben Williams |
| 28 september 2008 17:00 UTC+10 |                   | Minniecon 83' Zullo 90+4' |                 | Telstra Dome Toeschouwers: 22.226 Scheidsrechter: Ben Williams |

#### Speeldag 7
|                               |                                                |       |                                 |                                                                    |
| 3 oktober 2008 19:30 UTC+9:30 | Adelaide United                                | 3 – 3 | Central Coast Mariners          | Hindmarsh Stadium Toeschouwers: 9.074 Scheidsrechter: Ben Williams |
| 3 oktober 2008 19:30 UTC+9:30 | T. Dodd 7' (pen) Cornthwaite 19' Cristiano 50' |       | Jedinak 66' (pen) 76' Simon 84' | Hindmarsh Stadium Toeschouwers: 9.074 Scheidsrechter: Ben Williams |

|                             |                                        |       |             |                                                                   |
| 4 oktober 2008 17:00 UTC+10 | Melbourne Victory                      | 4 – 0 | Perth Glory | Telstra Dome Toeschouwers: 18.036 Scheidsrechter: Srebre Delovski |
| 4 oktober 2008 17:00 UTC+10 | Brebner 25' Allsopp 39' 71' Vargas 46' |       |             | Telstra Dome Toeschouwers: 18.036 Scheidsrechter: Srebre Delovski |

|                             |                |       |                 |                                                                             |
| 4 oktober 2008 19:00 UTC+10 | Sydney FC      | 1 – 1 | Queensland Roar | Sydney Football Stadium Toeschouwers: 12.403 Scheidsrechter: Matthew Breeze |
| 4 oktober 2008 19:00 UTC+10 | Musialik 90+3' |       | Miller 49'      | Sydney Football Stadium Toeschouwers: 12.403 Scheidsrechter: Matthew Breeze |

|                             |                           |       |                             |                                                                          |
| 6 oktober 2008 15:00 UTC+11 | Newcastle United Jets     | 2 – 2 | Wellington Phoenix          | EnergyAustralia Stadium Toeschouwers: 8.400 Scheidsrechter: Craig Zetter |
| 6 oktober 2008 15:00 UTC+11 | T. Elrich 59' Patafta 68' |       | Smeltz 52' (pen), 89' (pen) | EnergyAustralia Stadium Toeschouwers: 8.400 Scheidsrechter: Craig Zetter |

#### Speeldag 8
|                              |                 |                 |                 |                                                                  |
| 17 oktober 2008 19:30 UTC+10 | Queensland Roar | 0 – 1           | Adelaide United | Suncorp Stadium Toeschouwers: 11.117 Scheidsrechter: Mark Shield |
| 17 oktober 2008 19:30 UTC+10 |                 | Cornthwaite 60' |                 | Suncorp Stadium Toeschouwers: 11.117 Scheidsrechter: Mark Shield |

|                              |                       |       |                   |                                                                             |
| 18 oktober 2008 19:00 UTC+11 | Newcastle United Jets | 1 – 0 | Melbourne Victory | EnergyAustralia Stadium Toeschouwers: 11.384 Scheidsrechter: Matthew Breeze |
| 18 oktober 2008 19:00 UTC+11 | Jesic 85'             |       |                   | EnergyAustralia Stadium Toeschouwers: 11.384 Scheidsrechter: Matthew Breeze |

|                              |                        |          |                    |                                                                     |
| 19 oktober 2008 15:00 UTC+11 | Central Coast Mariners | 0 – 1    | Wellington Phoenix | Bluetongue Stadium Toeschouwers: 9.011 Scheidsrechter: Ben Williams |
| 19 oktober 2008 15:00 UTC+11 |                        | Dodd 53' |                    | Bluetongue Stadium Toeschouwers: 9.011 Scheidsrechter: Ben Williams |

|                             |                 |       |              |                                                                          |
| 19 oktober 2008 14:00 UTC+8 | Perth Glory     | 2 – 1 | Sydney FC    | Members Equity Stadium Toeschouwers: 7.759 Scheidsrechter: Peter O’Leary |
| 19 oktober 2008 14:00 UTC+8 | Harnwell 5' 47' |       | Santalab 11' | Members Equity Stadium Toeschouwers: 7.759 Scheidsrechter: Peter O’Leary |

#### Speeldag 9
|                              |                        |       |                       |                                                                        |
| 24 oktober 2008 20:00 UTC+11 | Central Coast Mariners | 1 – 0 | Newcastle United Jets | Bluetongue Stadium Toeschouwers: 10,710 Scheidsrechter: Matthew Breeze |
| 24 oktober 2008 20:00 UTC+11 | Macallister 33'        |       |                       | Bluetongue Stadium Toeschouwers: 10,710 Scheidsrechter: Matthew Breeze |

|                              |                   |                       |           |                                                                |
| 25 oktober 2008 19:00 UTC+11 | Melbourne Victory | 0 – 2                 | Sydney FC | Telstra Dome Toeschouwers: 31,564 Scheidsrechter: Ben Williams |
| 25 oktober 2008 19:00 UTC+11 |                   | Bridge 20' Aloisi 62' |           | Telstra Dome Toeschouwers: 31,564 Scheidsrechter: Ben Williams |

|                                 |                              |     |                |                                                                        |
| 26 oktober 2008 16:30 UTC+10:30 | Adelaide United              | 2-1 | Perth Glory    | Hindmarsh Stadium Toeschouwers: 10,126 Scheidsrechter: Srebre Delovski |
| 26 oktober 2008 16:30 UTC+10:30 | Alemão 80' T. Dodd 82' (pen) |     | Rukavytsya 55' | Hindmarsh Stadium Toeschouwers: 10,126 Scheidsrechter: Srebre Delovski |

|                              |                    |                |                 |                                                                   |
| 26 oktober 2008 17:00 UTC+13 | Wellington Phoenix | 0 – 1          | Queensland Roar | Westpac Stadium Toeschouwers: 6,543 Scheidsrechter: Peter O'Leary |
| 26 oktober 2008 17:00 UTC+13 |                    | McCloughan 40' |                 | Westpac Stadium Toeschouwers: 6,543 Scheidsrechter: Peter O'Leary |

#### Speeldag 10
|                                 |                              |       |                                         |                                                                       |
| 31 oktober 2008 19:30 UTC+10:30 | Adelaide United              | 2 – 3 | Melbourne Victory                       | Hindmarsh Stadium Toeschouwers: 13,191 Scheidsrechter: Matthew Breeze |
| 31 oktober 2008 19:30 UTC+10:30 | T. Dodd 28' (Pen) Cassio 67' |       | Muscat 55' (Pen), 81' (Pen) Celeski 84' | Hindmarsh Stadium Toeschouwers: 13,191 Scheidsrechter: Matthew Breeze |

|                              |                                  |       |                          |                                                                              |
| 1 november 2008 19:00 UTC+11 | Sydney FC                        | 3 – 3 | Central Coast Mariners   | Sydney Football Stadium Toeschouwers: 18,251 Scheidsrechter: Srebre Delovski |
| 1 november 2008 19:00 UTC+11 | Bridge 28' Casey 39' McFlynn 57' |       | Simon 63', 81' Mrdja 78' | Sydney Football Stadium Toeschouwers: 18,251 Scheidsrechter: Srebre Delovski |

|                              |                       |       |                      |                                                                           |
| 2 november 2008 17:00 UTC+11 | Newcastle United Jets | 1 – 2 | Queensland Roar      | EnergyAustralia Stadium Toeschouwers: 10,507 Scheidsrechter: Craig Zetter |
| 2 november 2008 17:00 UTC+11 | J. Griffiths 23'      |       | McKay 24' Miller 35' | EnergyAustralia Stadium Toeschouwers: 10,507 Scheidsrechter: Craig Zetter |

|                             |                     |       |                    |                                                                        |
| 2 november 2008 17:00 UTC+9 | Perth Glory         | 2 – 0 | Wellington Phoenix | Members Equity Stadium Toeschouwers: 7,228 Scheidsrechter: Chris Beath |
| 2 november 2008 17:00 UTC+9 | Rukavytsya 15', 70' |       |                    | Members Equity Stadium Toeschouwers: 7,228 Scheidsrechter: Chris Beath |

#### Speeldag 11
|                               |              |       |                             |                                                                           |
| 7 november, 2008 20:00 UTC+11 | Sydney FC    | 1 – 2 | Wellington Phoenix          | Sydney Football Stadium Toeschouwers: 12.856 Scheidsrechter: Craig Zetter |
| 7 november, 2008 20:00 UTC+11 | Musialik 77' |       | Bertos 34' Smeltz 89' (pen) | Sydney Football Stadium Toeschouwers: 12.856 Scheidsrechter: Craig Zetter |

|                               |                 |              |                   |                                                                    |
| 8 november, 2008 19:00 UTC+10 | Queensland Roar | 0 – 1        | Melbourne Victory | Suncorp Stadium Toeschouwers: 12.022 Scheidsrechter: Peter O'Leary |
| 8 november, 2008 19:00 UTC+10 |                 | Thompson 71' |                   | Suncorp Stadium Toeschouwers: 12.022 Scheidsrechter: Peter O'Leary |

|                              |                                           |       |                                            |                                                                           |
| 9 november, 2008 17:00 UTC+9 | Perth Glory                               | 2 – 2 | Newcastle United Jets                      | Members Equity Stadium Toeschouwers: 7.837 Scheidsrechter: Matthew Breeze |
| 9 november, 2008 17:00 UTC+9 | Rukavytsya 27' Dadi 90+2' (pen) Coyne 60' |       | J. Griffiths 17' Elrich 45' Piorkowski 68' | Members Equity Stadium Toeschouwers: 7.837 Scheidsrechter: Matthew Breeze |

|                                |                                     |       |                 |                                                                       |
| 15 november, 2008 19:30 UTC+11 | Central Coast Mariners              | 3 – 0 | Adelaide United | Bluetongue Stadium Toeschouwers: 7.865 Scheidsrechter: Matthew Breeze |
| 15 november, 2008 19:30 UTC+11 | Simon 18' Petrovski 44' Caceres 50' |       |                 | Bluetongue Stadium Toeschouwers: 7.865 Scheidsrechter: Matthew Breeze |

#### Speeldag 12
|                                |                               |       |                        |                                                                   |
| 21 november, 2008 20:00 UTC+11 | Melbourne Victory             | 2 – 1 | Central Coast Mariners | Telstra Dome Toeschouwers: 21.455 Scheidsrechter: Srebre Delovski |
| 21 november, 2008 20:00 UTC+11 | Pondeljak 37' A. Thompson 60' |       | John Hutchinson 34'    | Telstra Dome Toeschouwers: 21.455 Scheidsrechter: Srebre Delovski |

|                                   |                              |       |           |                                                                    |
| 22 november, 2008 18:30 UTC+10:30 | Adelaide United              | 2 – 0 | Sydney FC | Hindmarsh Stadium Toeschouwers: 9.509 Scheidsrechter: Ben Williams |
| 22 november, 2008 18:30 UTC+10:30 | Ognenovski 45+2' T. Dodd 78' |       |           | Hindmarsh Stadium Toeschouwers: 9.509 Scheidsrechter: Ben Williams |

|                                |                                     |       |                       |                                                                    |
| 23 november, 2008 18:00 UTC+13 | Wellington Phoenix                  | 2 – 0 | Newcastle United Jets | Westpac Stadium Toeschouwers: 5.500 Scheidsrechter: Matthew Breeze |
| 23 november, 2008 18:00 UTC+13 | Shane Smeltz 79' Troy Hearfield 86' |       |                       | Westpac Stadium Toeschouwers: 5.500 Scheidsrechter: Matthew Breeze |

|                                |                                                                                       |       |                    |                                                                 |
| 23 november, 2008 17:00 UTC+10 | Queensland Roar                                                                       | 4 – 1 | Perth Glory        | Suncorp Stadium Toeschouwers: 9.118 Scheidsrechter: Peter Green |
| 23 november, 2008 17:00 UTC+10 | Sergio van Dijk 45+1' (pen) Tahj Minniecon 45+3' Charlie Miller 55' Mitch Nichols 82' |       | Jamie Harnwell 57' | Suncorp Stadium Toeschouwers: 9.118 Scheidsrechter: Peter Green |

#### Speeldag 13
|                               |                      |       |                   |                                                                  |
| 28 november 2008 19:30 UTC+13 | Wellington Phoenix   | 2 – 1 | Melbourne Victory | Westpac Stadium Toeschouwers: 7,953 Scheidsrechter: Craig Zetter |
| 28 november 2008 19:30 UTC+13 | Brown 21' Smeltz 58' |       | Allsopp 20'       | Westpac Stadium Toeschouwers: 7,953 Scheidsrechter: Craig Zetter |

|                               |            |       |                 |                                                                            |
| 28 november 2008 20:00 UTC+10 | Sydney FC  | 1 – 1 | Queensland Roar | Sydney Football Stadium Toeschouwers: 8.502 Scheidsrechter: Matthew Breeze |
| 28 november 2008 20:00 UTC+10 | Corica 64' |       | McKay 12'       | Sydney Football Stadium Toeschouwers: 8.502 Scheidsrechter: Matthew Breeze |

|                              |                     |       |                             |                                                                          |
| 29 november 2008 18:00 UTC+9 | Perth Glory         | 2 – 2 | Central Coast Mariners      | Members Equity Stadium Toeschouwers: 6.496 Scheidsrechter: Peter O'Leary |
| 29 november 2008 18:00 UTC+9 | Rukavytsya 55', 62' |       | Jedinak 31' Petrovski 90+2' | Members Equity Stadium Toeschouwers: 6.496 Scheidsrechter: Peter O'Leary |

|                               |                       |       |                  |                                                                         |
| 30 november 2008 17:00 UTC+11 | Newcastle United Jets | 1 – 1 | Adelaide United  | EnergyAustralia Stadium Toeschouwers: 7.136 Scheidsrechter: Chris Beath |
| 30 november 2008 17:00 UTC+11 | M. Thompson 56'       |       | Ognenovski 90+4' | EnergyAustralia Stadium Toeschouwers: 7.136 Scheidsrechter: Chris Beath |

#### Speeldag 14
|                                 |                                                                 |       |                    |                                                                      |
| 5 december 2008 19:30 UTC+10:30 | Adelaide United                                                 | 6 – 1 | Wellington Phoenix | Hindmarsh Stadium Toeschouwers: 9.442 Scheidsrechter: Matthew Breeze |
| 5 december 2008 19:30 UTC+10:30 | Ognenovski 21' Cristiano 43', 74' Cassio 57', 70' T. Dodd 90+1' |       | Fred 56'           | Hindmarsh Stadium Toeschouwers: 9.442 Scheidsrechter: Matthew Breeze |

|                              |                        |       |                 |                                                                     |
| 6 december 2008 18:00 UTC+11 | Central Coast Mariners | 1 – 1 | Queensland Roar | Bluetongue Stadium Toeschouwers: 8.995 Scheidsrechter: Ben Williams |
| 6 december 2008 18:00 UTC+11 | Gumprecht 83'          |       | van Dijk 11'    | Bluetongue Stadium Toeschouwers: 8.995 Scheidsrechter: Ben Williams |

|                             |                              |       |                   |                                                                        |
| 6 december 2008 18:00 UTC+9 | Perth Glory                  | 3 – 1 | Melbourne Victory | Members Equity Stadium Toeschouwers: 6.621 Scheidsrechter: Peter Green |
| 6 december 2008 18:00 UTC+9 | Dadi 19', 23' Pellegrino 79' |       | Ney Fabiano 55'   | Members Equity Stadium Toeschouwers: 6.621 Scheidsrechter: Peter Green |

|                              |                       |       |                  |                                                                             |
| 7 december 2008 17:00 UTC+11 | Newcastle United Jets | 1 – 2 | Sydney FC        | EnergyAustralia Stadium Toeschouwers: 7.872 Scheidsrechter: Srebre Delovski |
| 7 december 2008 17:00 UTC+11 | Wheelhouse 11'        |       | Fyfe 15' Gan 78' | EnergyAustralia Stadium Toeschouwers: 7.872 Scheidsrechter: Srebre Delovski |

#### Speeldag 15
|                               |                    |       |             |                                                                     |
| 13 december 2008 19:00 UTC+13 | Wellington Phoenix | 1 – 1 | Perth Glory | Westpac Stadium Toeschouwers: 6.362 Scheidsrechter: Srebre Delovski |
| 13 december 2008 19:00 UTC+13 | Brown 83'          |       | Dadi 76'    | Westpac Stadium Toeschouwers: 6.362 Scheidsrechter: Srebre Delovski |

|                               |                                     |       |                  |                                                                     |
| 13 december 2008 19:00 UTC+11 | Central Coast Mariners              | 2 – 1 | Sydney FC        | Bluetongue Stadium Toeschouwers: 11.220 Scheidsrechter: Peter Green |
| 13 december 2008 19:00 UTC+11 | Macallister 11' Jedinak 90+1' (Pen) |       | Aloisi 65' (Pen) | Bluetongue Stadium Toeschouwers: 11.220 Scheidsrechter: Peter Green |

|                               |                              |       |                                      |                                                                   |
| 14 december 2008 18:00 UTC+10 | Queensland Roar              | 2 – 1 | Newcastle United Jets                | Suncorp Stadium Toeschouwers: 11.048 Scheidsrechter: Ben Williams |
| 14 december 2008 18:00 UTC+10 | Nichols 45+2' van Dijk 90+1' |       | J. Griffiths 26' Wheelhouse 11', 70' | Suncorp Stadium Toeschouwers: 11.048 Scheidsrechter: Ben Williams |

|                             |                   |          |                 |                                                                  |
| 6 januari 2009 20:00 UTC+11 | Melbourne Victory | 1 – 0    | Adelaide United | Telstra Dome Toeschouwers: 27.196 Scheidsrechter: Matthew Breeze |
| 6 januari 2009 20:00 UTC+11 |                   | Ward 58' |                 | Telstra Dome Toeschouwers: 27.196 Scheidsrechter: Matthew Breeze |

#### Speeldag 16
|                               |                    |       |                        |                                                                 |
| 19 december 2008 19:30 UTC+13 | Wellington Phoenix | 1 – 0 | Central Coast Mariners | Westpac Stadium Toeschouwers: 6.772 Scheidsrechter: Chris Beath |
| 19 december 2008 19:30 UTC+13 | Smeltz 2'          |       |                        | Westpac Stadium Toeschouwers: 6.772 Scheidsrechter: Chris Beath |

|                               |                                 |       |                         |                                                                          |
| 19 december 2008 20:00 UTC+11 | Newcastle United Jets           | 4 – 2 | Melbourne Victory       | EnergyAustralia Stadium Toeschouwers: 6.268 Scheidsrechter: Craig Zetter |
| 19 december 2008 20:00 UTC+11 | Thompson 16', 45', 49' Song 60' |       | Allsopp 66' Fabiano 87' | EnergyAustralia Stadium Toeschouwers: 6.268 Scheidsrechter: Craig Zetter |

|                               |              |       |                                                               |                                                                           |
| 21 december 2008 17:00 UTC+11 | Sydney FC    | 1 – 4 | Perth Glory                                                   | Sydney Football Stadium Toeschouwers: 12.165 Scheidsrechter: Ben Williams |
| 21 december 2008 17:00 UTC+11 | Musialik 61' |       | Pellegrino 11' Golec 36' (e.d.) Srhoj 49' Middleby 69' (e.d.) | Sydney Football Stadium Toeschouwers: 12.165 Scheidsrechter: Ben Williams |

|                                 |                 |       |                 |                                                                        |
| 14 januari 2009 17:30 UTC+10:30 | Adelaide United | 0 – 0 | Queensland Roar | Hindmarsh Stadium Toeschouwers: 14.450 Scheidsrechter: Srebre Delovski |
| 14 januari 2009 17:30 UTC+10:30 |                 |       |                 | Hindmarsh Stadium Toeschouwers: 14.450 Scheidsrechter: Srebre Delovski |

#### Speeldag 17
|                               |                        |       |                                                 |                                                                            |
| 26 december 2008 20:00 UTC+11 | Newcastle United Jets  | 1 – 2 | Central Coast Mariners                          | EnergyAustralia Stadium Toeschouwers: 11.413 Scheidsrechter: Peter O'Leary |
| 26 december 2008 20:00 UTC+11 | J. Griffiths 9' (pen.) |       | Petrovski 67' Simon 80' Dylan Macallister 90+5' | EnergyAustralia Stadium Toeschouwers: 11.413 Scheidsrechter: Peter O'Leary |

|                              |             |             |                 |                                                                          |
| 26 december 2008 20:00 UTC+9 | Perth Glory | 0 – 1       | Adelaide United | Members Equity Stadium Toeschouwers: 12.581 Scheidsrechter: Craig Zetter |
| 26 december 2008 20:00 UTC+9 |             | Sarkies 40' |                 | Members Equity Stadium Toeschouwers: 12.581 Scheidsrechter: Craig Zetter |

|                               |                                       |       |                |                                                                  |
| 27 december 2008 19:00 UTC+11 | Melbourne Victory                     | 3 – 2 | Sydney FC      | Telstra Dome Toeschouwers: 25.398 Scheidsrechter: Matthew Breeze |
| 27 december 2008 19:00 UTC+11 | Thompson 14' Ward 71' Ney Fabiano 80' |       | Cole 1' Gan 4' | Telstra Dome Toeschouwers: 25.398 Scheidsrechter: Matthew Breeze |

|                               |                                  |       |                                                   |                                                                   |
| 28 december 2008 18:00 UTC+10 | Queensland Roar                  | 3 – 2 | Wellington Phoenix                                | Suncorp Stadium Toeschouwers: 13.115 Scheidsrechter: Ben Williams |
| 28 december 2008 18:00 UTC+10 | McKay 39' van Dijk 48' Oar 90+1' |       | de Vere 11' (e.d.) Hearfield 46' Durante 37', 90' | Suncorp Stadium Toeschouwers: 13.115 Scheidsrechter: Ben Williams |

#### Speeldag 18
|                               |                        |       |             |                                                                         |
| 31 december 2008 18:00 UTC+11 | Central Coast Mariners | 1 – 0 | Perth Glory | Bluetongue Stadium Toeschouwers: 15.546 Scheidsrechter: Srebre Delovski |
| 31 december 2008 18:00 UTC+11 | Hutchinson 80'         |       |             | Bluetongue Stadium Toeschouwers: 15.546 Scheidsrechter: Srebre Delovski |

|                             |                        |       |                 |                                                                 |
| 2 januari 2009 20:00 UTC+11 | Melbourne Victory      | 2 – 1 | Queensland Roar | Telstra Dome Toeschouwers: 23.447 Scheidsrechter: Peter O’Leary |
| 2 januari 2009 20:00 UTC+11 | Allsopp 55' Vargas 67' |       | Moore 75'       | Telstra Dome Toeschouwers: 23.447 Scheidsrechter: Peter O’Leary |

|                                |                         |       |              |                                                                |
| 3 januari 2009 19:30 UTC+10:30 | Adelaide United         | 2 – 0 | Sydney FC    | Adelaide Oval Toeschouwers: 23.002 Scheidsrechter: Chris Beath |
| 3 januari 2009 19:30 UTC+10:30 | Cássio 45+1' Alemão 83' |       | Jurman 90+3' | Adelaide Oval Toeschouwers: 23.002 Scheidsrechter: Chris Beath |

|                             |                                  |       |                       |                                                                  |
| 4 januari 2009 19:00 UTC+13 | Wellington Phoenix               | 3 – 0 | Newcastle United Jets | Westpac Stadium Toeschouwers: 7.250 Scheidsrechter: Craig Zetter |
| 4 januari 2009 19:00 UTC+13 | Bertos 62' Smeltz 67', 86' (pen) |       |                       | Westpac Stadium Toeschouwers: 7.250 Scheidsrechter: Craig Zetter |

#### Speeldag 19
|                                |                           |       |                       |                                                                    |
| 9 januari 2009 19:30 UTC+10:30 | Adelaide United           | 2 – 0 | Newcastle United Jets | Hindmarsh Stadium Toeschouwers: 13.585 Scheidsrechter: Peter Green |
| 9 januari 2009 19:30 UTC+10:30 | Barbiero 23' Pantelis 74' |       |                       | Hindmarsh Stadium Toeschouwers: 13.585 Scheidsrechter: Peter Green |

|                              |                         |       |                                                 |                                                                        |
| 10 januari 2009 19:00 UTC+11 | Central Coast Mariners  | 3 – 4 | Queensland Roar                                 | Bluetongue Stadium Toeschouwers: 11.454 Scheidsrechter: Matthew Breeze |
| 10 januari 2009 19:00 UTC+11 | Mrdja 5' Simon 55', 81' |       | van Dijk 43', 48' Minniecon 60' Porter 69' (og) | Bluetongue Stadium Toeschouwers: 11.454 Scheidsrechter: Matthew Breeze |

|                              |             |       |                    |                                                                          |
| 11 januari 2009 18:00 UTC+11 | Sydney FC   | 1 – 0 | Wellington Phoenix | Sydney Football Stadium Toeschouwers: 9.065 Scheidsrechter: Ben Williams |
| 11 januari 2009 18:00 UTC+11 | Danning 85' |       | Hearfield 64'      | Sydney Football Stadium Toeschouwers: 9.065 Scheidsrechter: Ben Williams |

|                             |                              |       |                                          |                                                                        |
| 11 januari 2009 18:00 UTC+9 | Perth Glory                  | 3 – 2 | Melbourne Victory                        | Members Equity Stadium Toeschouwers: 9.381 Scheidsrechter: Chris Beath |
| 11 januari 2009 18:00 UTC+9 | Dadi 32', 76' Rukavytsya 36' |       | Allsopp 3' Ney Fabiano 48' Kemp 33', 88' | Members Equity Stadium Toeschouwers: 9.381 Scheidsrechter: Chris Beath |

#### Speeldag 20
|                              |                                           |       |                        |                                                               |
| 16 januari 2009 20:00 UTC+11 | Melbourne Victory                         | 3 – 0 | Central Coast Mariners | Telstra Dome Toeschouwers: 24.003 Scheidsrechter: Peter Green |
| 16 januari 2009 20:00 UTC+11 | Allsopp 68' Hernández 71' A. Thompson 75' |       | Heffernan 87'          | Telstra Dome Toeschouwers: 24.003 Scheidsrechter: Peter Green |

|                              |                          |       |                            |                                                                   |
| 17 januari 2009 19:00 UTC+10 | Queensland Roar          | 3 – 1 | Sydney FC                  | Suncorp Stadium Toeschouwers: 19.111 Scheidsrechter: Craig Zetter |
| 17 januari 2009 19:00 UTC+10 | van Dijk 16', 28', 90+3' |       | Danning 25' Cairncross 87' | Suncorp Stadium Toeschouwers: 19.111 Scheidsrechter: Craig Zetter |

|                              |                                |       |                 |                                                                 |
| 18 januari 2009 17:00 UTC+13 | Wellington Phoenix             | 1 – 1 | Adelaide United | Westpac Stadium Toeschouwers: 8.241 Scheidsrechter: Chris Beath |
| 18 januari 2009 17:00 UTC+13 | Barbarouses 31' Brown 52', 52' |       | Reid 9'         | Westpac Stadium Toeschouwers: 8.241 Scheidsrechter: Chris Beath |

|                              |                                |       |             |                                                                                 |
| 18 januari 2009 17:00 UTC+11 | Newcastle United Jets          | 2 – 1 | Perth Glory | EnergyAustralia Stadium Toeschouwers: 6.665 Scheidsrechter: Kris Griffith-Jones |
| 18 januari 2009 17:00 UTC+11 | Kovacic 41' Milligan 55' (pen) |       | Bulloch 65' | EnergyAustralia Stadium Toeschouwers: 6.665 Scheidsrechter: Kris Griffith-Jones |

#### Speeldag 21
|                              |                                      |       |                    |                                                                   |
| 23 januari 2009 20:00 UTC+11 | Melbourne Victory                    | 2 – 0 | Wellington Phoenix | Telstra Dome Toeschouwers: 28.905 Scheidsrechter: Srebre Delovski |
| 23 januari 2009 20:00 UTC+11 | K. Muscat 40' (pen.) A. Thompson 90' |       |                    | Telstra Dome Toeschouwers: 28.905 Scheidsrechter: Srebre Delovski |

|                              |                                                    |       |                            |                                                                    |
| 24 januari 2009 19:00 UTC+10 | Queensland Roar                                    | 4 – 2 | Perth Glory                | Suncorp Stadium Toeschouwers: 17.367 Scheidsrechter: Peter O'Leary |
| 24 januari 2009 19:00 UTC+10 | Nichols 27' Tiatto 63' van Dijk 76' McCloughan 82' |       | Rukavytsya 21' Skorich 66' | Suncorp Stadium Toeschouwers: 17.367 Scheidsrechter: Peter O'Leary |

|                              |                                                 |       |                       |                                                                            |
| 25 januari 2009 17:00 UTC+11 | Sydney FC                                       | 4 – 0 | Newcastle United Jets | Sydney Football Stadium Toeschouwers: 9,551 Scheidsrechter: Kevin Docherty |
| 25 januari 2009 17:00 UTC+11 | Brosque 13', 41' Milligan 77' (e.d.) Bridge 86' |       |                       | Sydney Football Stadium Toeschouwers: 9,551 Scheidsrechter: Kevin Docherty |

|                              |                        |               |                 |                                                                        |
| 25 januari 2009 19:00 UTC+11 | Central Coast Mariners | 0 – 1         | Adelaide United | Bluetongue Stadium Toeschouwers: 12,351 Scheidsrechter: Matthew Breeze |
| 25 januari 2009 19:00 UTC+11 |                        | Cristiano 82' |                 | Bluetongue Stadium Toeschouwers: 12,351 Scheidsrechter: Matthew Breeze |

### Eindstand competitie
| # | Club                   | AW | W  | G | V  | Pnt | v-t   |
| - | ---------------------- | -- | -- | - | -- | --- | ----- |
| 1 | Melbourne Victory      | 21 | 12 | 2 | 7  | 38  | 39-27 |
| 2 | Adelaide United        | 21 | 11 | 5 | 5  | 38  | 31-19 |
| 3 | Queensland Roar        | 21 | 7  | 7 | 7  | 28  | 35-32 |
| 4 | Central Coast Mariners | 21 | 14 | 3 | 5  | 45  | 58-25 |
| 5 | Sydney FC              | 21 | 7  | 5 | 9  | 26  | 33-32 |
| 6 | Wellington Phoenix FC  | 21 | 7  | 5 | 9  | 26  | 23-31 |
| 7 | Perth Glory            | 21 | 6  | 4 | 11 | 22  | 31-44 |
| 8 | Newcastle United Jets  | 21 | 4  | 6 | 11 | 18  | 21-39 |

### Topscorers
| # | Speelster         | Club                   | Doelpunten |
| - | ----------------- | ---------------------- | ---------- |
| 1 | Shane Smeltz      | Wellington Phoenix FC  | 12         |
| 2 | Daniel Allsopp    | Melbourne Victory      | 11         |
| 2 | Matt Simon        | Central Coast Mariners | 11         |
| 2 | Sergio van Dijk   | Queensland Roar        | 11         |
| 5 | Eugene Dadi       | Perth Glory            | 10         |
| 5 | Nikita Rukavytsya | Perth Glory            | 10         |
| 7 | Cristiano         | Adelaide United        | 8          |
| 7 | Archie Thompson   | Melbourne Victory      | 8          |
| 9 | Travis Dodd       | Adelaide United        | 7          |
| 9 | Joel Griffiths    | Newcastle United Jets  | 7          |
| 9 | Charlie Miller    | Queensland Roar        | 7          |

## Eindfase
| Datum        | Club                   | Uitslagen    | Club              | Datum       |
| ------------ | ---------------------- | ------------ | ----------------- | ----------- |
| Halve finale |                        |              |                   |             |
| 6 februari   | Central Coast Mariners | 0 – 2, 1 – 2 | Queensland Roar   | 13 februari |
| 7 februari   | Adelaide United        | 0 – 2, 0 – 4 | Melbourne Victory | 14 februari |
| Voorfinale   |                        |              |                   |             |
| 21 februari  | Adelaide United        | 1 – 0        | Queensland Roar   |             |
| Finale       |                        |              |                   |             |
| 28 februari  | Melbourne Victory      | 1 – 0        | Adelaide United   |             |

### Topscorers
- In onderstaand overzicht zijn alleen de spelers opgenomen met twee of meer treffers achter hun naam.

| № | Naam             | Club              | Goals | Pen. | Duels | Gem. |
| - | ---------------- | ----------------- | ----- | ---- | ----- | ---- |
| 1 | Danny Allsopp    | Melbourne Victory | 2     | 0    |       |      |
| 2 | Carlos Hernández | Melbourne Victory | 2     | 0    |       |      |
| 3 | Mitch Nichols    | Queensland Roar   | 2     | 0    |       |      |
| 4 | Tom Pondeljak    | Melbourne Victory | 2     | 0    |       |      |